# Fysikens olösta problem
Det här är en lista med några grundläggande olösta problem inom fysiken.  En del av problemen är teoretiska, i den meningen att existerande teorier har luckor eller ger paradoxala eller på annat sätt anmärkningsvärda förutsägelser, andra av problemen är experimentella, i den meningen att experiment ger resultat som inte kan förklaras teoretiskt.  Huvudkälla för listan är John Baez Open Questions in Physics.

## Teoretiska problem
Följande problem är antingen fundamentala problem i etablerade teorier, eller teoretiska idéer som saknar experimentellt stöd.  Vissa av problemen hänger tätt ihop med varann, och en lösning på ett problem förväntas lösa flera.  Till exempel förväntas en teori för kvantgravitation lösa de flesta problemen i listan.

### Kvantgravitation,kosmologi, ochrelativitetsteori

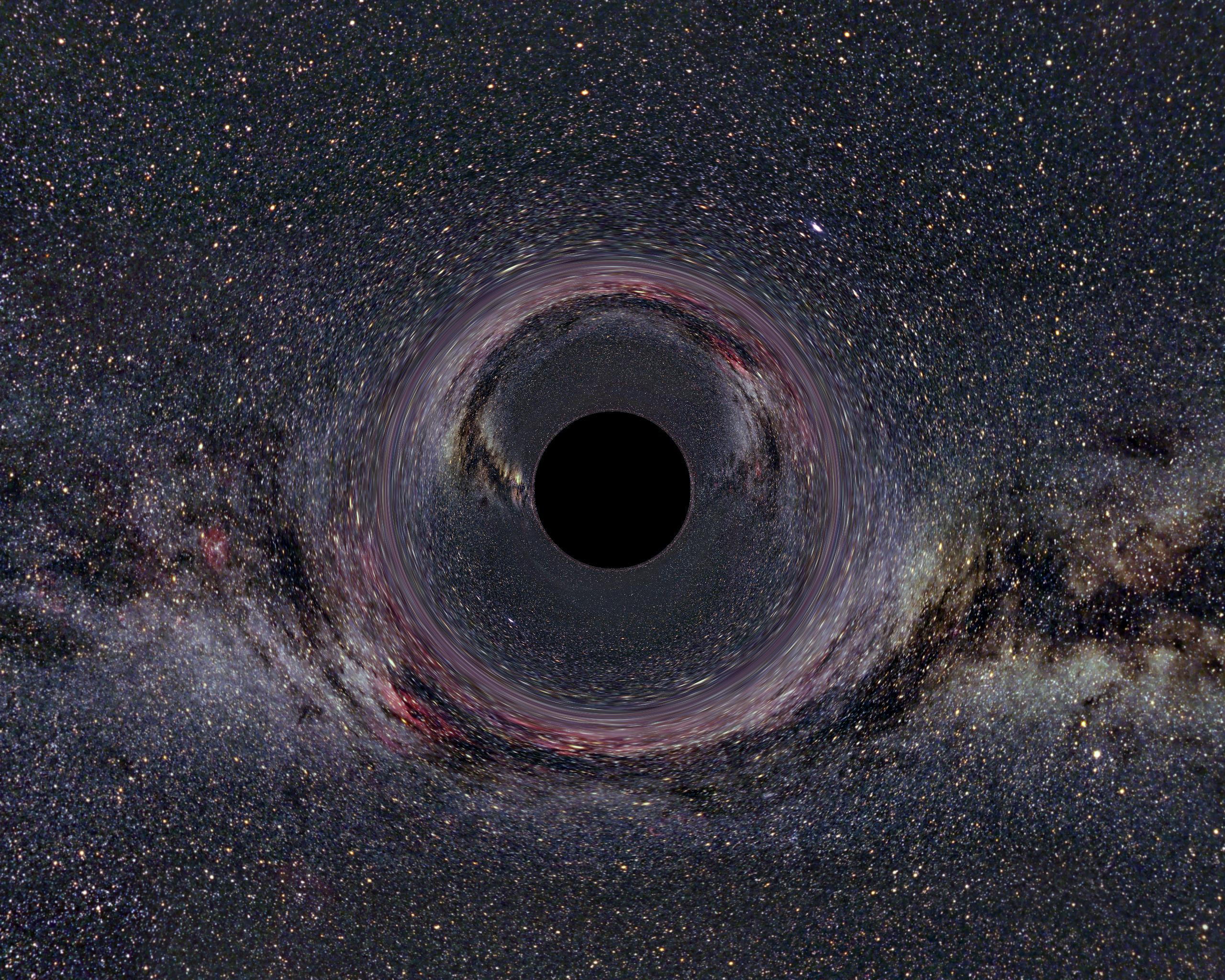
Simulering av hur ett svart hål framför Vintergatan skulle se ut. Det svarta hålet har 10 solmassor och ses här från ett avstånd på 600 km. För att upprätthålla detta avstånd krävs en motacceleration på omkring 400 miljoner g.

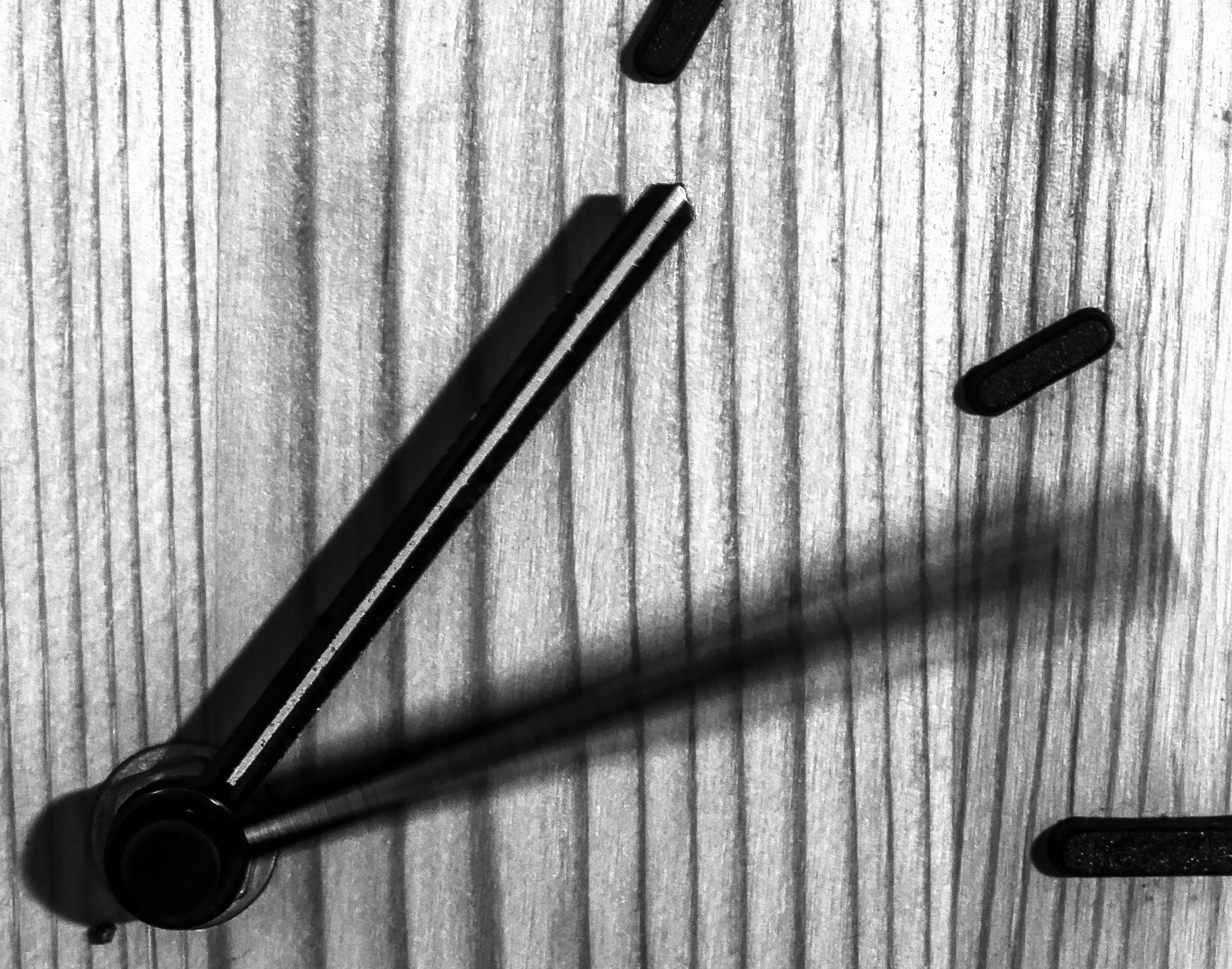
Tiden illustrerad av rörelsen hos visaren på en klocka.

KvantgravitationHur kan kvantmekanik och relativitetsteori förenas i en konsistent kvantfältteori? Är rumtiden kontinuerlig eller diskret?  Finns gravitoner som bärare av gravitation, eller är gravitationen en effekt av rumtidens struktur (som i loopkvantgravitation?   Gäller relativitetsteorins förutsägelser även vid extrema hastigheter eller densiteter?
Svarta hålÄr svarta hål helt svarta, eller skiner de med Hawkingstrålning?  Säger strålningen något om hålens inre struktur?  Vad händer med informationen i ett hål om hålet "avdunstar"?  Eller avstannar avdunstningen vid någon punkt, och i så fall varför?  Finns det något annat sätt att komma åt innandömet av ett svart hål?
Extra dimensionerHar naturen fler än de vanliga fyra dimensionerna (tid + tre rumsdimensioner).  Vad är i så fall deras storlek och struktur?  Är dimensioner en fundamental egenskap i universum, eller ett emergent resultat från underliggande processer?  Kan vi experimentellt upptäcka extra dimensioner?
Före Big BangVad var ursprunget till det kompakta heta tillstånd som var startpunkten för Big Bang?  Fanns något innan? Fanns något utanför?  Är "innan" och "utanför" över huvud taget meningsfulla begrepp i sammanhanget?
Kosmisk inflationHar vårt universum genomgått kosmisk inflation och vad innebar det i detalj?  Vilken mekanism gav upphov till inflationen?  Var inflationen ett engångsförlopp, eller befinner vi oss i ett multiversum med pågående kaotisk inflation? 
KvantvakuumVarför har den förutsagda energitätheten i vakuumtillståndet så liten effekt på universums expansion?
MultiversumFinns det fysisk anledning att tro att det finns fler universa än det vi lever i?  Är dessa andra universa i princip observerbara?  I praktiken observerbara?  Kan antropiska principen användas för att dra slutsatser om multiversa?
Kosmisk censurförmodan och Hawkings tidsskyddsförmodanKan verkliga observerbara "nakna" singulariteter förekomma, eller "censureras" universum så att de matematiska singulariteterna i teorierna alltid döljs? Stämmer Hawkings förmodan att de tidsmaskiner som allmänna relativitetsteorin förutsäger på liknande sätt censureras (eller elimineras av kvantgravitation), så att tidsreseparadoxer inte uppstår?
Tidens riktningVad är det för skillnad på framåt och bakåt i tiden?  Varför upplever vi olika riktningar i tiden som väsensskilda, men inte olika riktningar i rummet?  Varför är de flesta, men inte alla, naturlagar tidssymmetriska?  Vilken relation har detta till CP-brott och termodynamikens andra huvudsats? Finns det undantag till lagen om kausalitet?  Är det förflutna unikt, eller finns det flera förflutna?  Framtiden? 
LokalitetFinns det icke-lokala fenomen inom kvantmekaniken?  Om de finns, kan energi och materia teleporteras, eller bara information?  Under vilka omständigheter kan icke-lokala fenomen observeras?  Vad säger detta om rumtidens fundamentala struktur?  Hur hänger detta ihop med kvantsammanflätning?
EkvivalensprincipenGäller ekvivalensprincipen även för till exempel antimateria?  Är förhållandet mellan tröghet och gravitationell massa detsamma för alla partiklar?
Universums framtidÄr universum på väg mot en Big Crunch, en Big Freeze, en Big Bounce  eller en Big Rip eller bara en oändlig expansion?  Är universum cykliskt? .

### Högenergifysik

Ackretionsskiva i binärt system.

HierarkiproblemetVarför är gravitationen så mycket svagare än de andra krafterna? Varför är så olika energiskalor relevanta för de olika krafterna (Planckskala för gravitationen, elektrosvag skala för elektriska och svaga krafter)?  Vad hindrar att kvantkorrektioner med Planckskala förstör fysiken vid den elektrosvaga skalan?  Är lösningen supersymmetri, extra dimensioner, eller bara antropiska principen?
Magnetiska monopolerFinns de?  Teoretiskt är deras existens väl motiverad, men de har inte hittats experimentellt.
Protonsönderfall och storförenade teorierHur kan vi förena de tre kvantmekaniska formerna av fundamental växelverkan? Är protonen absolut stabil, eller har den en ändlig livstid?
Generationer av partiklarFinns det fler än de kända tre generationerna av kvarkar och leptoner?  Varför finns det över huvud taget generationer av partiklar?  Finns det en teori som kan förklara detta, och varför partiklarna väger vad de gör?
Symmetri i fysikenVarför är grundläggande symmetrier bara nästan exakta?  Finns det okända krafter som var verksamma i det tidiga universum?
SupersymmetriÄr universum supersymmetriskt?  Vad är i så fall mekanismen bakom supersymmetribrott?  Stabiliserar supersymmetri den elektrosvaga skalan?  Utgörs mörk materia av supersymmetriska partiklar, till exempel neutralinos?
Axioner och avsaknaden av CP-brott i stark växelverkanVad hindrar CP-brott i stark växelverkan? Är det den mekanism som föreslagits av Roberto Peccei och Helen Quinn, med axioner som central förutsägelse?  Varför hittar vi i så fall inga axioner?

### Kärnfysik

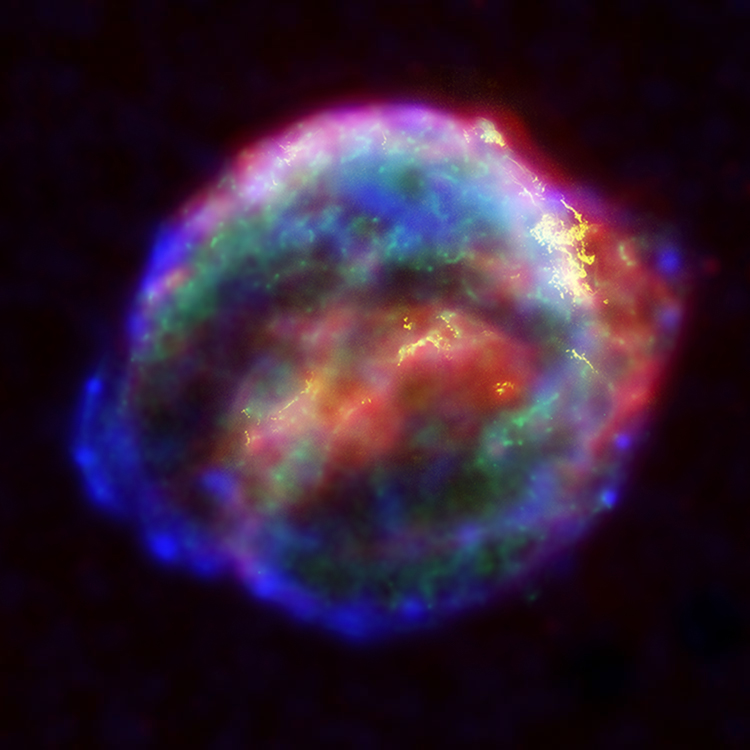
Resterna efter Keplers supernova, SN 1604

Kvantkromodynamik (QCD)Vilka faser och fasövergångar finns det i starkt växelverkande materia?  Vad förutsäger QCD? Vilken roll spelar gluoner?
Atomkärnor och astrofysikHur fungerar i detalj den kraft som binder ihop nukleoner i atomkärnan?  Varför blir vissa isotoper stabila och andra inte, och hur kan man förutsäga deras egenskaper?  Hur fungerar neutronstjärnor inuti?  Andra former av extrem kärnmateria?  Hur har samtliga grundämnen uppstått i universum?  Hur fungerar i detalj de kärnreaktioner som driver stjärnor och supernovor.
StabilitetsönVilken är den tyngsta någorlunda stabila isotopen?  Finns det en "stabilitetsö" långt bortom de kända stabila isotoperna?

### Andra problem
Tolkningar av kvantmekanikenFinns det en vettig tolkning av kvantmekaniken?  I så fall vilken?  Hur ger kvantmekaniken upphov till den till synes klassiska värld som vi observerar?  Vad innebär en mätning inom kvantmekaniken?
Fysisk informationFinns det fysiska fenomen, som svarta hål eller vågfunktionskollaps, som oåterkalleligen förstör information?
Teori om alltFinns det en teori om allting som "under samma tak" ger svar på alla fysikens olösta problem, och förklarar värdena på alla fysiska konstanter?  Är konstanterna verkligen konstanta i tiden? Finns det en teori som förklarar standardmodellens symmetrigrupper, och varför vår rumtid synes ha fyra dimensioner? Finns det en teori som förklarar varför fysikens lagar är vad de är?  Har våra elementarpartiklar någon inre struktur?  Strängar?  Något annat?  Finns det fler partiklar än de vi känner till?

## Empiriskt välbelagda fenomen som saknar teoretisk förklaring

### Kosmologi och astronomi

Universums storskaliga sammansättning enligt en analys av data från WMAP

AntimateriaVarför finns det mycket mer vanlig materia än antimateria i rymden?
Mörk energiVad orsakar den synbara accelerationen hos universums expansion? Eller är den skenbar och kan förklaras med alternativ rödförskjutning som trött ljus med tidsdilatation? Varför tycks det finnas ungefär lika mycket accelererande "mörk energi" som bromsande materia?  Är det en tillfällighet att de sammanfaller i nutid, eller hänger de ihop?  Är den mörka energin en äkta kosmologisk konstant eller något annat?
Mörk materiaVad är den mörka materian? Har den med supersymmetri att göra?  Finns det verkligen mörk materia, eller kan man förklara observationerna med någon form av modifierad gravitation, till exempel MOND?
EntropiVarför hade universum så osannolikt låg entropi i det förflutna?
HorisontproblemetVarför är universum så likformigt i alla riktningar, även på så stora avstånd att de olika delarna inte har hunnit kommunicera sedan Big Bang?
PlatthetsproblemetVarför är rymdens krökning i stor skala mycket nära noll?
Kosmisk bakgrundsstrålningVad orsakar en del udda sammanträffanden i storskaliga mönster i den kosmiska bakgrundsstrålningen?
Universums storlek och topologiHur hänger universum ihop i stor skala?  Vilken form har rymden?  Ändlig eller oändlig?  Enkelt sammanhängande, eller mer komplicerad form?
FinstrukturkonstantenI avlägsna galaxer för flera miljarder år sedan tycks finstrukturkonstanten ha ett lite annat värde än den har här och nu.  Skillnaden är dock mycket liten, tusendels procent.  Ändras konstanten verkligen med tiden, och i så fall varför?

### Högenergifysik
Protonens spinnDe vanliga kvarkarna i en proton tycks bara stå för 20-30% av protonens spinn.  Kan övriga beståndsdelar förklara resten av spinnet?
Koides formelVarför fungerar Koides formel, som relaterar massorna för olika leptoner?
NeutrinosVad väger neutrinos, varför väger de vad de väger, och vilken roll spelar de i universum?  Är neutrinon sin egen antipartikel?  Neutrinooscillationer har löst solneutrinoproblemet, men skapar istället problem med bland annat leptontalets bevarande.
PentakvarkarÄr de tillstånd som kallas pentakvarkar verkligen sammansatta av fem kvarkar?  Finns det fler sätt än vanliga mesoner och baryoner att sätta ihop kvarkar?  Dibaryoner ... ?

### Astronomi and astrofysik
Jetstrålar från ackretionsskivorHur kommer det sig att de ackretionsskivor som omger vissa astronomiska objekt, särskilt svarta hål, ofta skickar ut jetstrålar med nära ljusets hastighet längs sin rotationsaxel? Varför uppstår ofta kvasiperiodiska svängningar i ackretionsskivorna?  Varför ser man ibland övertoner i svängningarna, olika övertoner i olika objekt?
Solkoronans uppvärmningVarför är solens korona så mycket varmare än solens yta?  Varför går den magnetiska rekonnektionen mycket snabbare än teorin förutsäger?
GammablixtarHur uppkommer korta gammablixtar? (Långa gammablixtar löstes nyligen, de uppkommer ur en särskild typ av supernova).
Supermassiva svarta hålVad är ursprunget till den relation som har observerats mellan massan på svarta hål i centrum av galaxer, och hastighetsdispersionen bland galaxens stjärnor?  Relationen kan tolkas som att det svarta hålets massa alltid utgör ungefär samma andel (cirka 0,1%) av massan hos galaxens mittklump.
FörbiflygningsanomalinVad är upphovet till det lilla extra energitillskott som satelliter tycks få när de flyger förbi jorden?
Galaxers rotationskurvorÄr det mörk materia som orsakar diskrepansen mellan galaxers uppmätta rotationskurvor och teoretiska beräkningar?  Eller är orsaken något annat, kanske en modifierad tyngdlag på stora avstånd?
SupernovaexplosionerExakt hur omvandlas en stjärnas kollaps till en explosion?
Kosmisk strålning med ultrahög energiKosmisk strålning med energi över den så kallade GZK-gränsen (cirka 5*1019 eV eller 8 Joule) kan inte färdas några längre sträckor i rymden.  Ändå tycks jorden träffas av sådan strålning från avlägsna galaxer.
Saturnus rotationOlika sätt att mäta Saturnus rotation ger lite olika resultat?  Hur roterar Saturnus magnetfält?  Hur roterar egentligen Saturnus inre?
Sekulära fenomenFlera långsiktsvariationer saknar i dag godtagen teoretisk förklaring, till exempel Milanković-cyklerna och sekulära variationer hos planeters banor.

### Fasta tillståndets fysik

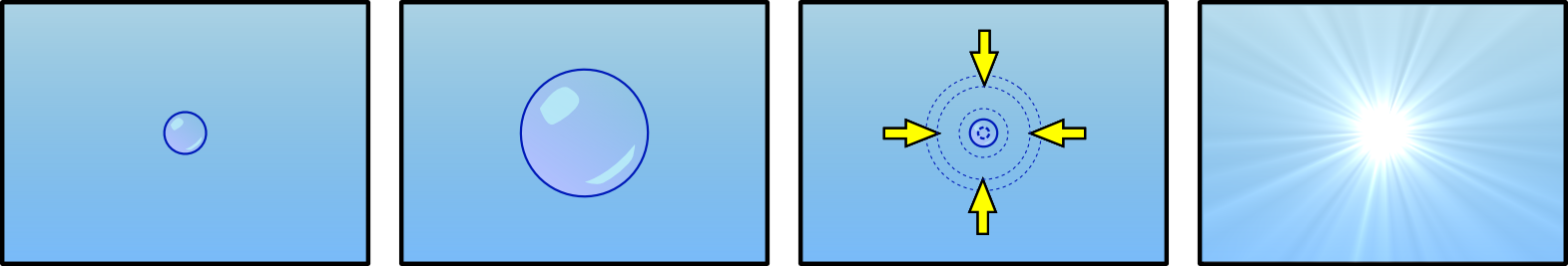
Från vänster till höger: en bubbla bildas, långsam expansion, hastig och plötslig sammandragning, ljusemission.

Kryogenisk elektronemissionVarför ökar elektronemissionen med sjunkande temperatur i en fotomultiplikator vid frånvaro av ljus?
SonoluminiscensVad orsakar ljusblixten när bubblor i en vätska fås att implodera av ljud?
TurbulensÄr det möjligt att formulera en generell teoretisk modell för det turbulenta flödets statistiska mönster? Under vilka omständigheter har Navier–Stokes ekvationer lösningar?  Under vilka omständigheter har de fysikaliskt vettiga lösningar?